# Famille Nadal
Pour les articles homonymes, voir Nadal.
 (août 2024).
La famille Nadal est une famille patricienne de Venise, qui serait originaire d'Oderzo.

## Historique
La famille Nadal est originaire d'Oderzo d'où elle migra en 790 d'abord vers Torcello, ensuite au Rialto. La famille donna d'abord des tribuns lagunaires, ensuite ils furent inclus dans la noblesse de Venise à la clôture du Maggior Consiglio en 1297.
Une partie de la famille s'établit dans la colonie de l'île de Candie.
La noblesse de la famille fut confirmée par le gouvernement impérial autrichien le 22 novembre 1817.

## Personnalités
- Marco Nadal, un des électeurs du doge Reniero Zeno en 1252 ;
- Giovanni, ambassadeur vers 1397 ;
- Sigifredo Nadal, évêque de Reggio en Lombardie vers 860 ;
- Stefano Nadal, évêque de Torcello, de 1216 à 1254 ;
- Marino Nadal, bailli à Constantinople en 1331.

## Armes

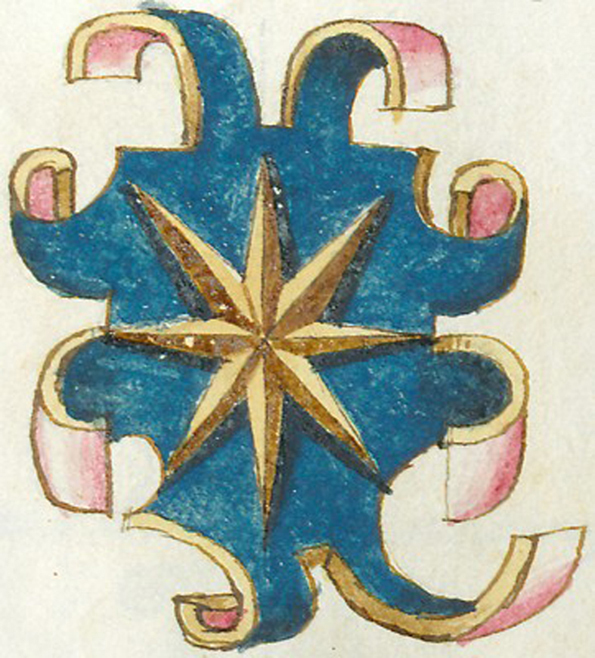
Nadal

Les armes des Nadal se blasonnent ainsi étoile d'or à huit rayons en champ d'azur.